# 红袄军
红袄军，金国后期山东、河北民變军。因身穿红袄为标记，故名红袄军。

## 背景
金朝時，遷往漢族地區的女真人，後來因土地兼并及奢靡之风而導致貧窮化。金世宗為了救济女真人，開始了大規模土地置换及括地，大定十七年至大定二十一年的括地運動令大量汉族百姓的私田被括地官强取豪夺，當時猛安谋克进行了频繁的迁徙，從相对贫瘠的土地遷往肥沃的耕地。至金章宗時亦有括地運動，而且規模比之大定年間更大，比如1200年的一次括地就得到了「三十餘萬頃」，相較北宋时各类官田总数仅三十二万余顷，入金時稍為增加，金國在此基礎上再增加三十餘萬頃地，比清初圈地的总数还多，這次括地令广大汉族百姓仇視女真人。金國多次括地，致使百姓流离失所，另外，女真人的狩猎習慣所需圈占的围场和牧地，也引致女真人与汉族農民之间的土地争端，比如金國皇帝捺钵围猎要占用大量田地，將都城至捺钵地的沿途道路两侧被辟为猎地。而且女真人的畜牧活动经常侵害民田。
土地争端令女真與漢這兩個民族的關係惡化，在金廷遭受蒙古入侵時，山東爆發了反金以及反對女真人的红袄军起义。

## 簡介
13世纪初，蒙古大軍進攻金國，中都陷落。金國的统治崩潰，山東、河北農民紛紛起兵抗金。較大的的起義軍，山東益都有楊安兒，潍州（今山东潍坊）有李全，沂蒙山有刘二祖、郝定。
- 杨安儿：贞祐二年（1214年）楊安兒東取莱州、登州；金派重兵到山東进行镇压，杨安儿败死，所部归其妹杨妙真统率。
- 郝定：刘二祖被金軍杀死后，其部下彭义斌等归李全统率。郝定原为刘二祖部下，刘二祖死后，率部攻克泰安州（今山东泰安）、滕州、兖州、单州（今山东单县）、莱芜、新泰等州县。贞祐三年（1216年），自称大汉皇帝，年号顺天。金宣宗派山东安抚使僕散安貞镇压，郝定被完颜阿邻俘虏。
- 李全：李全进攻临朐，扼穆凌关；后李全与杨妙真在磨旗山（今山东莒县东南的马鬐山）会合，结为夫妇，合成一军。兴定二年（1218年，宋嘉定十一年）李全投宋。南宋称之为“忠义军”，发给粮饷。後因行事反覆為宋廷所忌，寶慶二年(1226年)在青州迎戰蒙古軍時等不到宋廷派兵救援而兵敗投降蒙古，改為蒙古效力伐宋，於1231年為宋軍將領趙範擊敗身死。